# Победна песма
Победна песма је српска православна духовна песма која говори о другом доласку Христовом. 
Стихове пише Свети владика Николај Велимировић (1880-1956). Текст се односи и на Његово Васкрсење, због чега је црквени и школски хорови певају у време васкршњих празника. Југослав Тајић урадио је најпознатији и најчешћи хорски аранжман.
Продукција Телевизије Храм снимила је своју верзију песме 2022. године у изведби хорова Храма Светог Саве и Катарине Божић, нови хорски аранжман урадио је Ђорђе Станковић. Песма се налази на албуму Земљи со, а тами сјај.